# Michael Troy
Michael Francis "Mike" Troy, född 3 oktober 1940 i Indianapolis, Indiana, död 3 augusti 2019 i Arizona, var en amerikansk simmare.
Troy blev olympisk guldmedaljör på 200 meter fjäril vid sommarspelen 1960 i Rom.